# Thomas Wassberg
Thomas Lars Wassberg, né le 27 mars 1956 à Lennartsfors (commune d'Årjäng), est un fondeur suédois. Il est quadruple champion olympique dont deux fois en individuel. Il obtient la Médaille Holmenkollen en 1980.

## Biographie
En 1974, il se révèle en devenant champion d'Europe junior du quinze kilomètres. En 1976, il fait ses débuts internationaux chez les séniors, prenant part aux Jeux olympiques d'Innsbruck, où il est quatrième du relais et quinzième du quinze kilomètres. En 1978, un accident de voiture le blesse sérieusement, ce qui le prive de championnats du monde.
En 1979, il gagne le quinze kilomètres au Festival de ski d'Holmenkollen. Il ouvre son palmarès olympique en 1980 aux Jeux olympiques de Lake Placid, où il gagne le titre au quinze kilomètres, un centième devant Juha Mieto, ce qui pousse la FIS à départager les athlètes au dixième désormais. Il gagne ensuite le cinquante kilomètres d'Holmenkollen. En 1981, il s'impose aux Jeux du ski de Suède à Falun.
Il fait ses débuts officiels dans la nouvelle Coupe du monde en janvier 1982, finissant troisième du quinze kilomètres de Reit im Winkl, avant de monter sur plusieurs autres podiums, le plaçant au deuxième rang du classement général. Il est champion du monde du cinquante kilomètres cet hiver également. Un an plus tard, il est cinquième, puis de nouveau troisième en 1984, où il gagne le titre olympique à Sarajevo du cinquante kilomètres.
En 1985, il prend deux médailles aux Championnats du monde 1985 : l'argent au quinze kilomètres et le bronze au relais. Il remporte une nouvelle victoire à Holmenkollen sur le quinze kilomètres. Un an plus tard, il s'impose au trente kilomètres de Falun.
C'est aux Championnats du monde 1987, qu'il rencontre le plus de succès, obtenant quatre podiums sur quatre possibles. Il y est deux fois médaillé d'or au trente kilomètres et au relais et deux fois en argent au quinze kilomètres et au cinquante kilomètres. Malgré une nouvelle victoire à Holmenkollen pour clore la saison (50 kilomètres), il doit laisser le gain de la Coupe du monde à son compatriote Torgny Mogren.
Il est moins en forme pour son ultime saison internationale en 1987-1988, mais gagne tout de même son quatrième titre olympique aux Jeux de Calgary sur le relais, alors qu'il est le porte-drapeau à la cérémonie d'ouverture.
Il cumule huit titres de champion de Suède durant sa carrière.
Il travaille plus tard notamment comme journaliste sportif à Sveriges Radio et entraîneur à son club Åsarna IK.

## Distinctions
Il reçoit la Médaille Holmenkollen en 1980, mais refuse la Médaille d'or du Svenska Dagbladet la même année, car selon lui Sven-Åke Lundbäck aurait dû être récompensé en 1978. Il l'accepte finalement en 2013.

## Palmarès

### Jeux olympiques
| édition | 15 km | 30 km | 50 km   | 4 × 10 km relais |
| ------- | ----- | ----- | ------- | ---------------- |
| 1976    | 15e   |       |         | 4e               |
| 1980    | Or    | 4e    |         | 5e               |
| 1984    |       | 14e   | Or      | Or               |
| 1988    |       | 42e   | Abandon | Or               |

### Championnats du monde
| édition | 15 km  | 30 km | 50 km  | 4 × 10 km relais |
| ------- | ------ | ----- | ------ | ---------------- |
| 1982    | 18e    | 16e   | Or     | 5e               |
| 1985    | Argent | 4     | —      | Bronze           |
| 1987    | Argent | Or    | Argent | Or               |

### Coupe du monde
- Meilleur classement général : 2e en 1982, 1984 et 1987.
- 18 podiums individuels : 6 victoires, 8 deuxièmes places et 4 troisièmes places.
- 10 podiums en relais : 7 victoires, 1 deuxième place et 2 troisièmes places.

#### Liste des victoires individuelles
| N° | Date            | Lieu       | Discipline                              |
| -- | --------------- | ---------- | --------------------------------------- |
| 1. | 27 février 1982 | Oslo       | 50 km (Championnats du monde)           |
| 2. | 19 février 1984 | Sarajevo   | 50 km (Jeux olympiques)                 |
| 3. | 14 mars 1985    | Oslo       | 15 km                                   |
| 4. | 8 mars 1986     | Falun      | 30 km classique                         |
| 5. | 12 février 1987 | Oberstdorf | 30 km classique (Championnats du monde) |
| 6. | 21 mars 1987    | Oslo       | 50 km classique                         |

#### Classements par saison
| Saison | Classement général |
| ------ | ------------------ |
| 1982   | 2e                 |
| 1983   | 5e                 |
| 1984   | 2e                 |
| 1985   | 3e                 |
| 1986   | 15e                |
| 1987   | 2e                 |
| 1988   | 19e                |